# Topola (powiat pilski)
Topola – wieś w Polsce położona w województwie wielkopolskim, w powiecie pilskim, w gminie Łobżenica.
| SIMC    | Nazwa  | Rodzaj    |
| ------- | ------ | --------- |
| 0527658 | Zawada | część wsi |

W latach 1975–1998 miejscowość należała administracyjnie do województwa pilskiego.